# Petersime
Petersime is een Belgisch bedrijf dat broedmachines en broederijoplossingen ontwikkelt en produceert voor de industriële pluimveesector. Daarnaast installeert het bedrijf ook volledige broederijen. 

## Geschiedenis
De oorsprong van Petersime gaat terug tot 1922, toen de Amerikaanse ondernemer Ira Petersime samen met zijn zoon Ray Petersime de eerste elektrische broedmachine ontwikkelde. In 1949 werd een licentieovereenkomst gesloten om Petersime-broedmachines in België te produceren, wat leidde tot de oprichting van Petersime nv in Olsene (Zulte). De licentieovereenkomst met de Amerikaanse exporteur eindigde in 1966. Dat betekende het echte begin van Petersime’s eigen ontwikkeling in België. In de daaropvolgende decennia volgden diverse technologische ontwikkelingen en groeide het bedrijf internationaal, met vestigingen in verschillende regio’s. 

## Activiteiten en benadering
Petersime ontwikkelt en produceert broedmachines en broederijmanagementsystemen die gericht zijn op het verbeteren van efficiëntie en prestaties van pluimveebedrijven. Het bedrijf werkt onder meer samen met academische instellingen zoals de Katholieke Universiteit Leuven (KU Leuven) voor toegepast onderzoek. 
Volgens het bedrijf ligt hun onderscheid ten opzichte van andere aanbieders in de nauwe verwevenheid van technologie en biologie in hun producten. Het bedrijf baseert zijn technologie op het principe van “embryo-centrisch broeden”, waarbij natuurlijke processen als referentie dienen. Daarnaast focust Petersime ook op de ontwikkeling van cloudgebaseerde software waarmee broederijen hun broederijdata kunnen digitaliseren, beheren en benutten in hun dagelijkse werking. 

## Internationale aanwezigheid
Petersime heeft zijn hoofdkantoor in België en opereert wereldwijd met regionale centra in Brazilië, Rusland, China en Maleisië. Het bedrijf levert oplossingen aan klanten in meer dan 150 landen. Volgens eigen cijfers van het bedrijf werden wereldwijd meer dan 2000 broederijen uitgerust met Petersime-technologie. 